# Saint-Avre
Saint-Avre ist eine Gemeinde in den Savoyen in Frankreich. Sie gehört zur Region Auvergne-Rhône-Alpes, zum Département Savoie, zum Arrondissement Saint-Jean-de-Maurienne und zum Kanton Saint-Jean-de-Maurienne. Die Bewohner nennen sich Saint-Avrains.

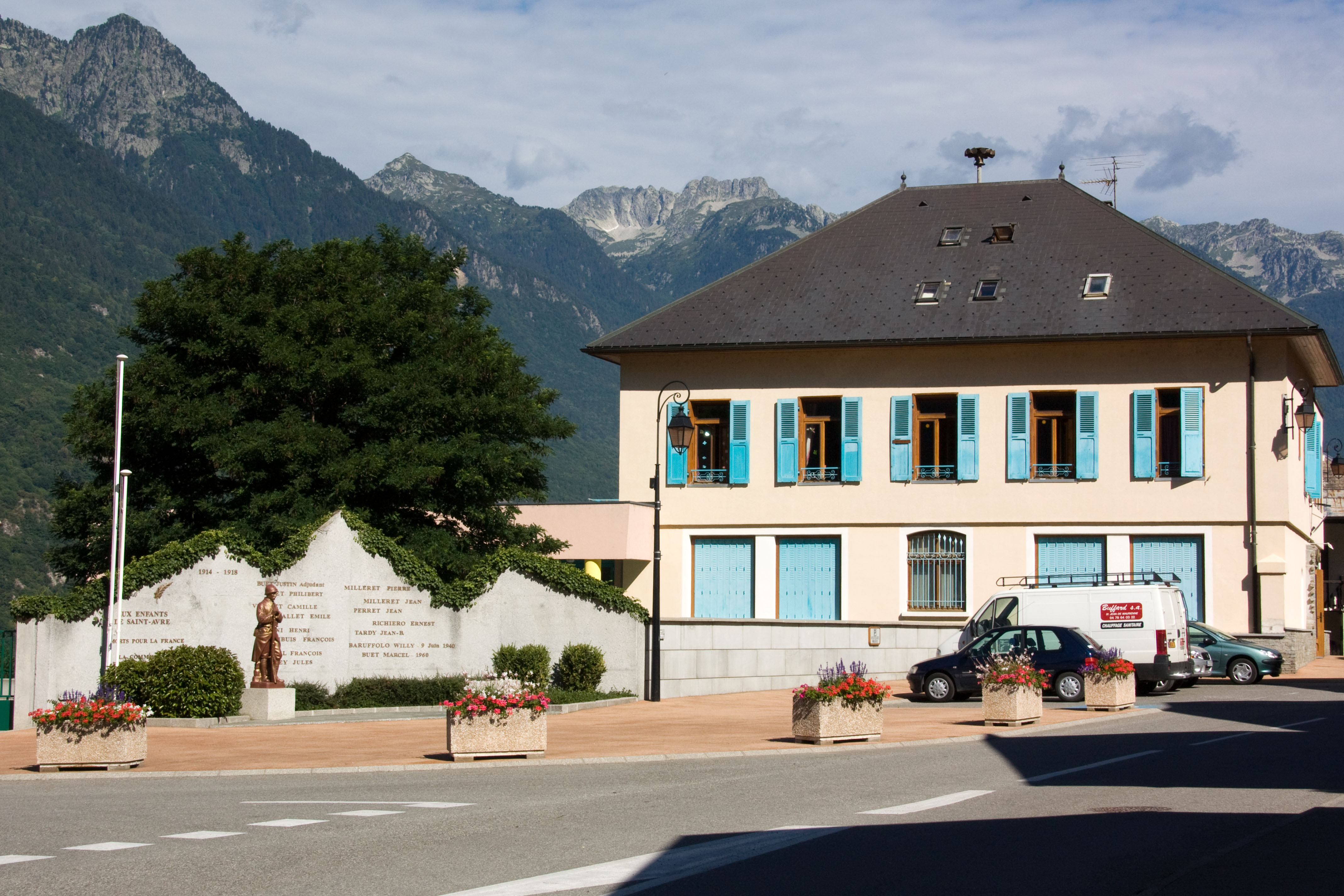
Mairie (Rathaus) Saint-Avre

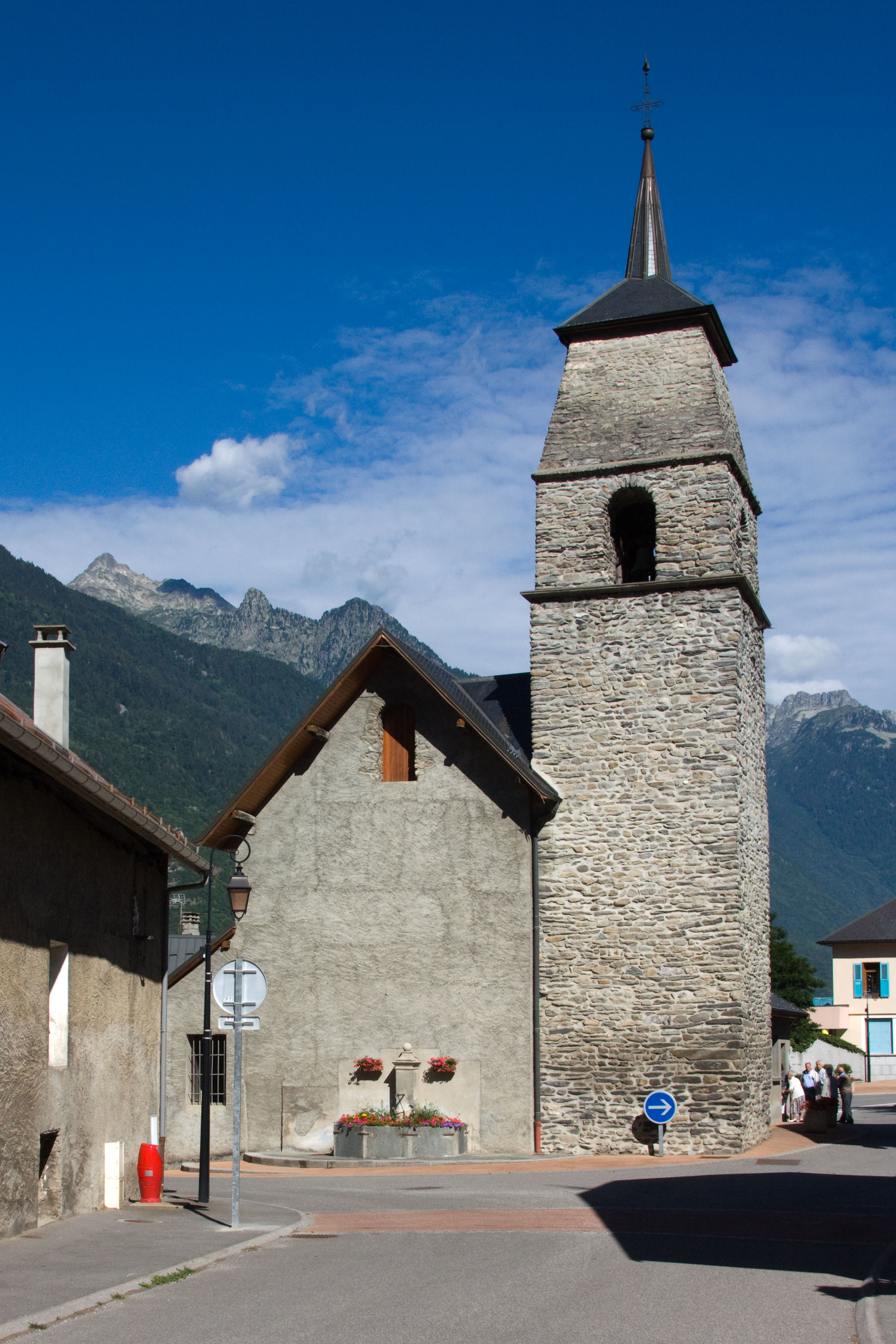
Kirche Saint-Alban

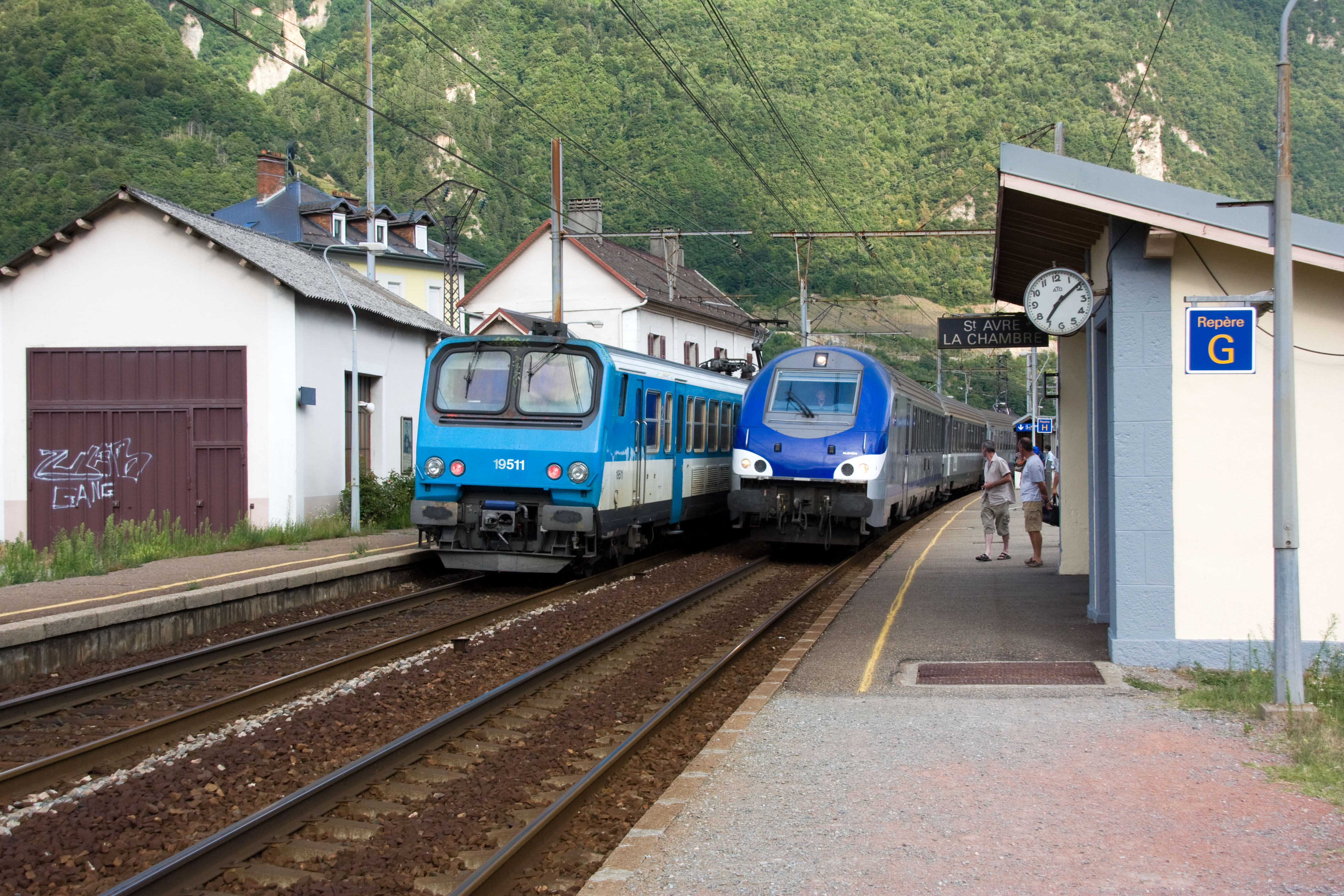
Bahnhof Saint-Avre-La Chambre

## Geografie
Saint-Avre liegt im Tal des Flusses Arc, der die westliche Grenze der Gemeinde bildet.
Nachbargemeinden sind La Chambre im Nordwesten, Saint-Martin-sur-la-Chambre im Norden, Montvernier im Osten, Sainte-Marie-de-Cuines im Süden und Saint-Étienne-de-Cuines im Westen.

## Bevölkerungsentwicklung
| Jahr                       | 1962 | 1968 | 1975 | 1982 | 1990 | 1999 | 2008 | 2015 | 2021 |
| -------------------------- | ---- | ---- | ---- | ---- | ---- | ---- | ---- | ---- | ---- |
| Einwohner                  | 529  | 568  | 579  | 619  | 627  | 646  | 785  | 868  | 894  |
| Quellen: Cassini und INSEE |      |      |      |      |      |      |      |      |      |

## Verkehr
Der gemeinsame Bahnhof mit La Chambre an der Bahnstrecke Culoz–Modane entstand an deren 1856 eröffnetem Abschnitt zwischen Aix-les-Bains und Saint-Jean-de-Maurienne. Er wird von TER-Regionalzügen der SNCF bedient; in der Wintersaison halten dort auch Hochgeschwindigkeitszüge (TGV) aus Paris.
Durch die Gemeinde führen die Departementsstraßen D 99A, D 213 und D 1006. In unmittelbarer Nähe verläuft die Autobahn A 43, die jenseits des Arc in der Nachbargemeinde Sainte-Marie-de-Cuines eine Anschlussstelle aufweist.